# Cserháti Gergely
Cserháti Gergely (születéskori neve:Grgur Crnković) (Szabadka, 1901. október 6. – Székesfehérvár, 1977. január 16.) bunyevác római katolikus pap, tudós.
A gimnáziumot Kalocsán végezte el.
1953-ban bebörtönözték.
Miután kiengedték folytatta papi hivatását, amelyet Dusnokon és Bácsbokodon végzett.